# Église Saint-Thomas de Puolivälinkangas
L'église Saint-Thomas (en finnois : Pyhän Tuomaan kirkko) est une église située dans district de Puolivälinkangas à Oulu en Finlande,.

## Présentation
L'orgue a 23-jeux est située dans le chœur.
Le retable et les autres peintures sont de Hannu Väisänen.

## Galerie

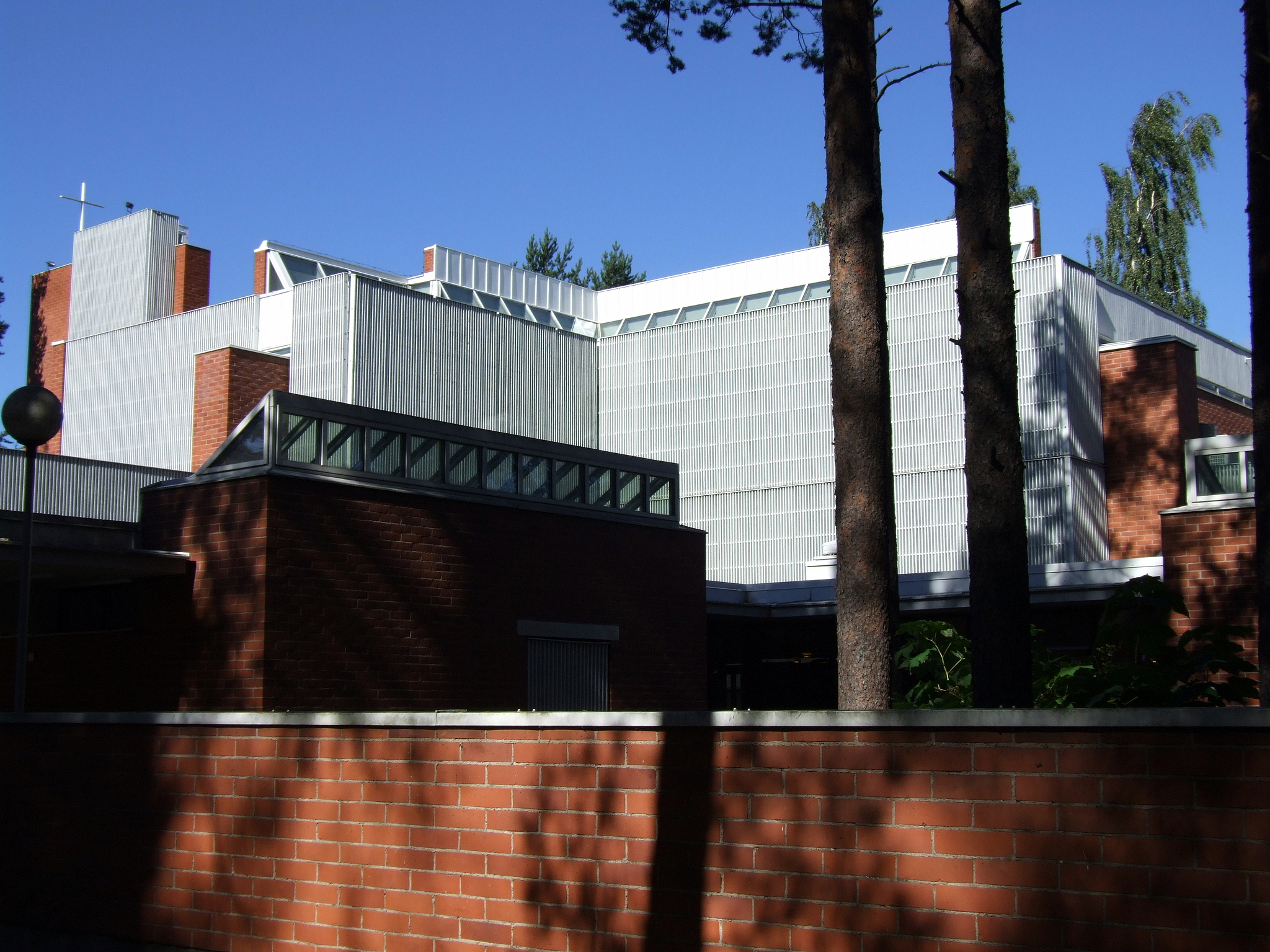
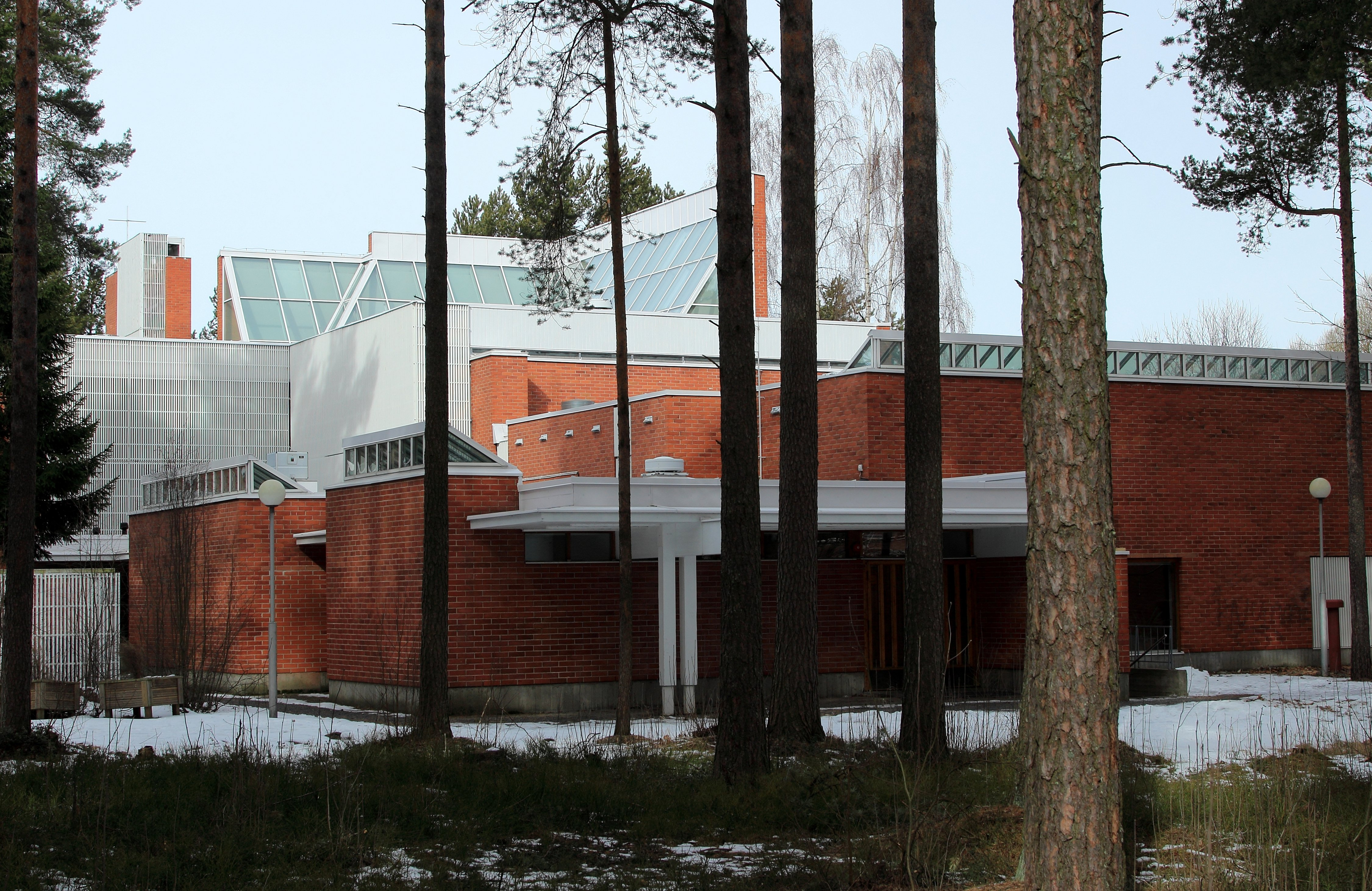
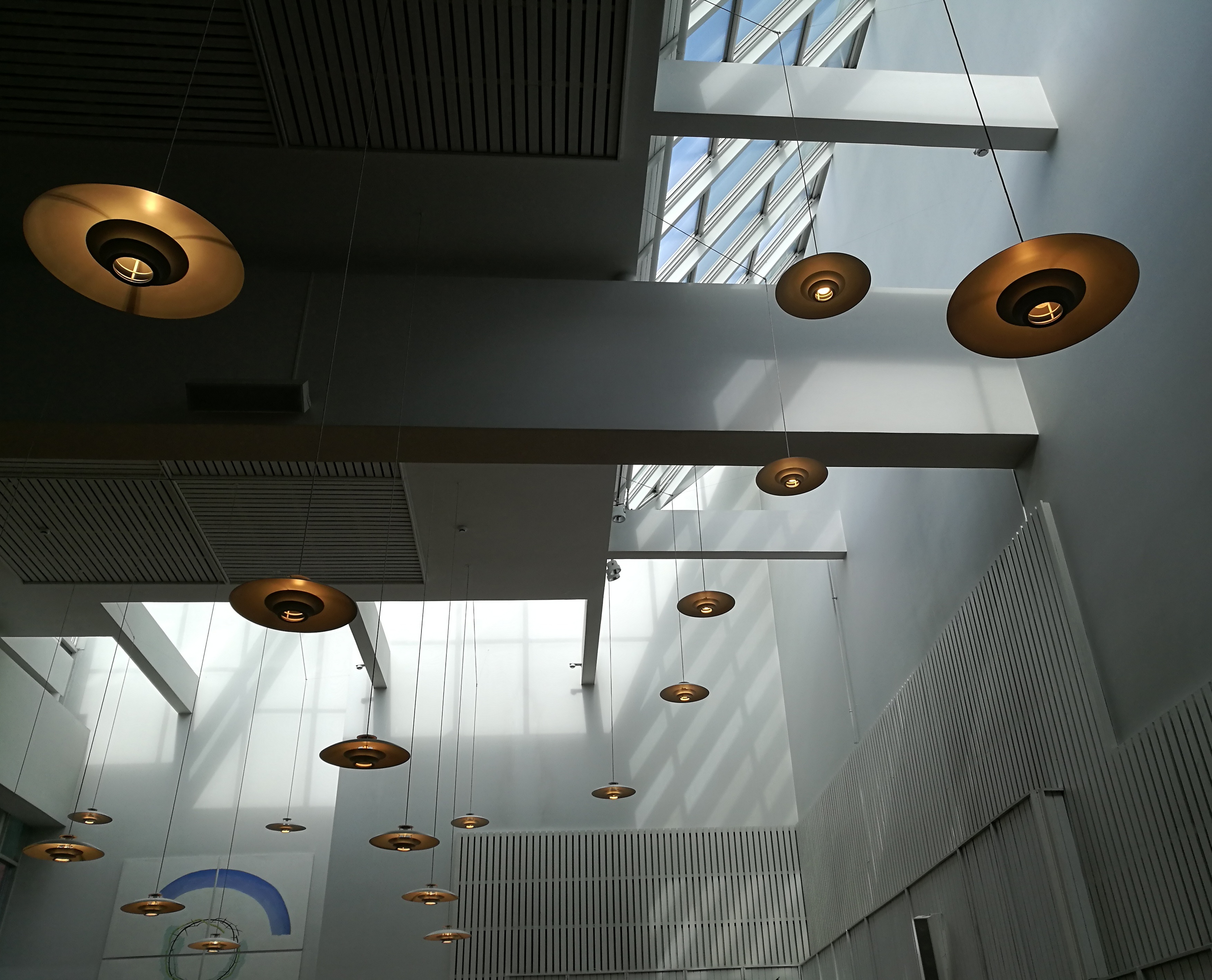